# Die eigene Haut
Die eigene Haut ist ein Film der DEFA, der im Auftrag des Fernsehens der DDR von Celino Bleiweiß im Jahr 1974 nach Motiven der 1972 erschienenen Erzählung Nebel fallen nicht von selbst von Karl Wurzberger fertiggestellt wurde.

## Handlung
Wolfgang Klemm sieht sich nicht in der Lage an der feierlichen Ausgabe des Abiturzeugnisses teilzunehmen, das deshalb sein Vater stellvertretend für ihn auf der Bühne abholen muss. Dieser sieht nicht ein, dass er an dieser Situation mit Schuld trägt, weil er zuvor seinen Sohn zu Hause wie ein kleines Kind behandelt hatte, so dass Wolfgang die Nerven verlor und den Vormittag anderweitig verbrachte. Nach den Besuchen bei seinem Großvater und dem Lehrer seines Vertrauens Herrn Weimann, geht er zur abendlichen Abiturfeier und entschuldigt sich bei dem Lehrerkollegium. Nach dieser Feier geht er mit seiner Freundin Katharina nach Hause, wo sein Vater schon auf ihn wartet, um mit ihm das Abitur zu feiern. Hier streitet sich Wolfgang wieder mit ihm und betont, dass er nicht so werden will, wie er.
Am nächsten Tag fährt er mit einem Freund auf einem Tandem an die Ostsee, doch auch die beiden zerstreiten sich. Nun beschließt Wolfgang allein in die Volksrepublik Polen zu trampen. Nachdem ihn ein Ehepaar in einem Wartburg 353 mit seinen Gesprächen nervt, steigt er aus und wird hinter der Grenze von einem Armeefahrzeug der polnischen Volksarmee mitgenommen. Ein Soldat gibt ihm die Adresse seiner Eltern im Gebirge, die Wolfgang nun besuchen will. Auf seinem Marsch durch die Berge legt er sich über Nacht in seinen Schlafsack und wird erst am nächsten Tag von einer Gruppe Bergsteiger geweckt, der er sich anschließt. Durch die Gruppe findet Wolfgang langsam zu sich selbst zurück und er verliebt sich in die deutsche Bergsteigerin Hannelore.
Nach seiner Rückkehr in die DDR beginnt Wolfgang in einem Stahlwerk als Hilfsarbeiter zu arbeiten und freundet sich dabei mit dem Brigadier Hotte an. Auch besucht er Katharina, doch seine Gedanken landen immer wieder bei Hannelore. An dem Tag, an dem er seinen ersten Lohn bekommt, kommt auch die Einberufung zum Wehrdienst in der NVA, weshalb er umgehend nach Berlin zu Hannelore fährt, die dort in einer Kinderklinik arbeitet. Der Chefarzt gibt ihr frei und beide fahren zu ihr nach Hause. Beim Abendbrot machen sie Pläne, wie sie gemeinsam Silvester bei ihren polnischen Freunden verbringen werden. Erst am nächsten Morgen verrät ihr Wolfgang, dass er zur Armee eingezogen wird. Obwohl es ihm bereits seit zwei Jahren bewusst ist, dass dieser Moment kommt, ist er doch sehr wütend darüber, dass er nicht selbst über den Zeitpunkt entscheiden kann.
Nach dem Abschluss der Grundausbildung bekommt Wolfgang seinen ersten Urlaub und wird in seinem Heimatort bereits von Hannelore erwartet, wo sie auch seine Familie kennenlernt. Nach seiner Rückkehr zur Armee wird Wolfgang mit seiner ganzen Gruppe und dem Unteroffizier zum Dienst an der Staatsgrenze zur Bundesrepublik abkommandiert. Ergänzt wird die Mannschaft noch durch den stellvertretenden Gruppenführer, den Gefreiten Richter, mit dem Wolfgang seinen ersten Kontrollgang an der Grenze durchführen muss. Hier gibt Richter zu erkennen, dass er die Zeit an der Grenze nur nutzen will, um im späteren Leben leichter die Karriereleiter zu erklimmen, was Wolfgang nicht gefällt. Zurück in der Stube klärt er die anderen auf, was der studierte Historiker für ein Phrasendrescher ist.
Hannelore will Wolfgang überraschend besuchen, wird aber beim Betreten des Grenzgebietes festgenommen. Der verhörende Hauptmann, der schon mehrere Gespräche mit Wolfgang geführt hat und ihn deshalb kennt, muss erfahren, dass dieser in zwei Monaten nur eine Ansichtskarte an seine Freundin geschickt hat. Hanne bekommt ein Privatquartier im Dorf und kann dort von Wolfgang besucht werden. Doch der muss nach zwei Stunden wieder zum Dienst und als er sie wieder besuchen will, ist sie bereits schon wieder abgereist. Doch es ist klar, dass sie sich bald wiedersehen werden.

## Produktion und Veröffentlichung
Das Szenarium stammt von Dieter Scharfenberg und die Dramaturgie lag in den Händen von Margit Schaumäker.
Ein Teil der Außenaufnahmen (Hannelores Berliner Wohnung) wurde auf der Terrasse an der Rückseite des Hauses Wallstraße 85 mit Blick auf den Spreekanal und dessen Umgebung in Berlin-Mitte gedreht.
Die Erstausstrahlung des, unter dem Arbeitstitel Ich bin 18 gedrehten, Schwarzweißfilms erfolgte am 27. Februar 1974 im 1. Programm des Fernsehens der DDR.

## Kritik
Katja Stern stellt im Neuen Deutschland fest:

„Regisseur Celino Bleiweiß stellte [auch] hier in einprägsamen, auf emotionale Wirkung zielenden Szenen […] die großen Zusammenhänge zwischen der Gefühlswelt des Jungen und den Klassenkampfern der Gegenwart her. Hier kam der sehr auf Impression, auf Denkanstöße zielende Stil des Films voll zur Wirkung.“

In der Berliner Zeitung war von Gisela Herrmann zu lesen:

„Ein lebensvolles Bild der Gegenwart zu zeichnen, hat so seine Schwierigkeiten: Jedermann kann's schließlich genau überprüfen. Dieser Film hat solche Prüfung bestanden. Ein Alltagsfilmchen, durchaus Deshalb doch kein Durchschnittsfilmchen, im Gegenteil.“

Mimosa Künzel schreibt in der Neuen Zeit fest:

„Regisseur Celino Bleiweiß katapultierte sich mit dieser eigenwillig-gediegenen, trotz allen Ernstes innig-heiteren Filminszenierung weit nach vorn, es ist sein erstes Werk, mit dem er wirklich Aufsehen erregte.“

Das Lexikon des internationalen Films bezeichnet den Film als dialogreichen Film über die moralischen Probleme junger Leute. Er gebe die Meinung der offiziellen Politik wieder, als die Frage nach dem Dienst mit der Waffe in der Nationalen Volksarmee auftritt.